# クリスティン・シンクレア
クリスティン・マーガレット・シンクレア（Christine Margaret Sinclair、1983年6月12日-）は、カナダの女子サッカー選手でサッカーカナダ女子代表のキャプテンを務めた選手。カナダ勲章のオフィサー位(OC)受賞者。ポジションはフォワードまたは攻撃的ミッドフィールダー。
彼女はナショナル・ウィメンズ・サッカーリーグ(NWSL)のポートランド・ソーンズFCでプロ選手として活躍しており、以前はアメリカ女子プロサッカー(WPS)のFCゴールドプライドとウエスタン・ニューヨーク・フラッシュでプレーしていた。 オリンピック大会ではサッカーカナダ女子代表を2度の銅メダルに導いたほか、カナダサッカーの年間最優秀選手賞を14度受賞。シンクレアはカナダ代表史上一位の得点王であり、国際大会185ゴールは男女を通じた生涯得点記録の世界記録である。また現在、代表出場288試合という国際試合経験が最多の現役女子サッカー選手である。彼女はまた、マルタに次いで5大会のワールドカップで得点を決めた2人目の選手である。
カナダ女子代表チームで15年以上プレーしてきたシンクレアは、FIFA女子ワールドカップ5大会（アメリカ2003、中国2007、ドイツ2011、カナダ2015、フランス2019）とオリンピック女子サッカー3大会（北京2008、ロンドン2012、リオ2016）でプレーした。FIFA最優秀選手賞の最終候補に7回（2005年、2006年、2007年、2008年、2010年、2012年、2016年）選出されている。
シンクレアは、FCゴールドプライドで2010年のWPS優勝、ウエスタン・ニューヨーク・フラッシュで2011年のWPS優勝、ポートランド・ソーンズFCで2013年と2017年のNWSL優勝と、3つのプロチームでリーグ優勝を果たしている。彼女はポートランド大学在籍時の2002年と2005年に国内大学ディビジョン1の優勝を果たした。2012年、彼女はカナダの年間最優秀アスリートとしてルー・マーシュ賞を、カナダの年間最優秀女性アスリートとしてボビー・ローゼンフェルド賞を受賞した。
2013年9月、シンクレアはカナダのウォーク・オブ・フェイムに殿堂入りして、2017年6月にカナダ総督デイヴィッド・ロイド・ジョンストンからカナダ勲章オフィサー位を授与された。

## 生い立ち
1983年6月12日、ブリティッシュコロンビア州バーナビーで生まれたシンクレアは、4歳の時にU-7（7歳未満）のチームでサッカーを始めた。彼女の父ビル・シンクレアと叔父2名はいずれもカナダのアマチュアサッカーで優勝経験があり、叔父のブライアンとブルースはプロ選手としてもプレーしていた。父親のビルは、ブリティッシュコロンビア大学およびパシフィックコースト・サッカーリーグ（カナダのセミプロリーグ）でプレーしていた。
クリスティン・シンクレアは幼少の頃にバスケットボールや野球もしていた。バーナビーの少年野球リーグでプレーすると、彼女は地元の11歳以下オールスターチームの二塁手になった。
シンクレアは11歳の時にブリティッシュコロンビア州のU-14女子オールスターサッカーチームに選出され、バーナビー女子サッカークラブを6度のリーグ優勝、5度の州地区優勝、2度の全国大会トップ5に導いた。彼女はバーナビー・サウス中学校に通い、同サッカーチームを3度のリーグ優勝に導いた。15歳の時、彼女はポートランド (オレゴン州)で開催された1999 FIFA女子ワールドカップの試合に参加した。彼女はカナダのU-18代表チームでプレーした後、16歳の時に2000年のアルガルヴェ・カップで正代表としてデビューし、3ゴールで同大会の得点王になった。

### ポートランド大学時代 (2001-2005)
2001年、シンクレアはポートランド大学に入学すると、既に卓越していたサッカー分野でたちまち衝撃を与えた。彼女はシーズン1年目で23ゴール8アシストを記録し、これはNCAAディビジョン1に出場した1年生の中でトップだった。 彼女は『サッカーアメリカ』誌のほぼ総意で年間最優秀新人選手に選ばれた。
2002年のパイロッツ（ポートランド大学チーム）での2年目シーズン中、シンクレアはディビジョン1で26ゴールをもたらした。 カンファレンスのライバルであるサンタクララ大学と対戦した全国選手権決勝試合で彼女は2ゴールを決め、2番目のゴールはパイロッツが全国選手権で優勝する決め手となったゴールデンゴールだった。シンクレアは3団体から年間最優秀選手賞を獲得し、ハーマン・トロフィーの最終候補者となった。ウエストコースト・カンファレンスの年間最優秀選手に指名され、2年連続で全米の名誉を獲得した。カナダ代表チームとアメリカ大学サッカーでの成功をきっかけに、彼女はグローブ・アンド・メール紙から同年のカナダ国内スポーツで最も影響力ある25人の1人に指名された。
シンクレアは、2003 FIFA女子ワールドカップでカナダ代表としてプレーするために、2003年シーズンに赤シャツを選択した。2004年に彼女はポートランド大学に戻り、パイロッツで22ゴールを決めた。シーズンを終えると、彼女はウエストコースト・カンファレンスの年間最優秀選手に指名され、全米の栄誉を受けてハーマン・トロフィーを受賞した。
シンクレアのポートランドでの最終学年時に、彼女はディビジョン1史上最高の39ゴールという得点記録を樹立した。彼女はタイトル試合2ゴールを挙げる4-0（UCLAの負け）で大学でのキャリアを締めくくった。 また、彼女の打ち立てたNCAAトーナメントでの合計25ゴールというこのパフォーマンスも記録となった。彼女は今回もウエストコースト・カンファレンス年間最優秀選手に指名され、同カンファレンスで3度表彰された史上2人目の選手となった。
シンクレアは生命科学を平均グレード3.75で卒業した後、『ESPN The Magazine』誌から全米アカデミック年間最優秀選手賞に選ばれた。 彼女はM.A.C.ハーマン・トロフィーを受賞し、連続受賞を成し遂げた4人目の選手（女性では3人目）となった。彼女の記録的シーズンの結果として、シンクレアはその年の女子大生アスリートとしてホンダ=ブロデリック・カップの獲得も続いた。彼女は、ミア・ハムやシンディ・ドーズに続いてこの賞を獲得した3番目のサッカー選手となった。シンクレアは、94試合に出場し110ゴール32アシストで大学でのキャリアを終えた。 

## クラブ経歴

### FCゴールドプライド(2009-2010)

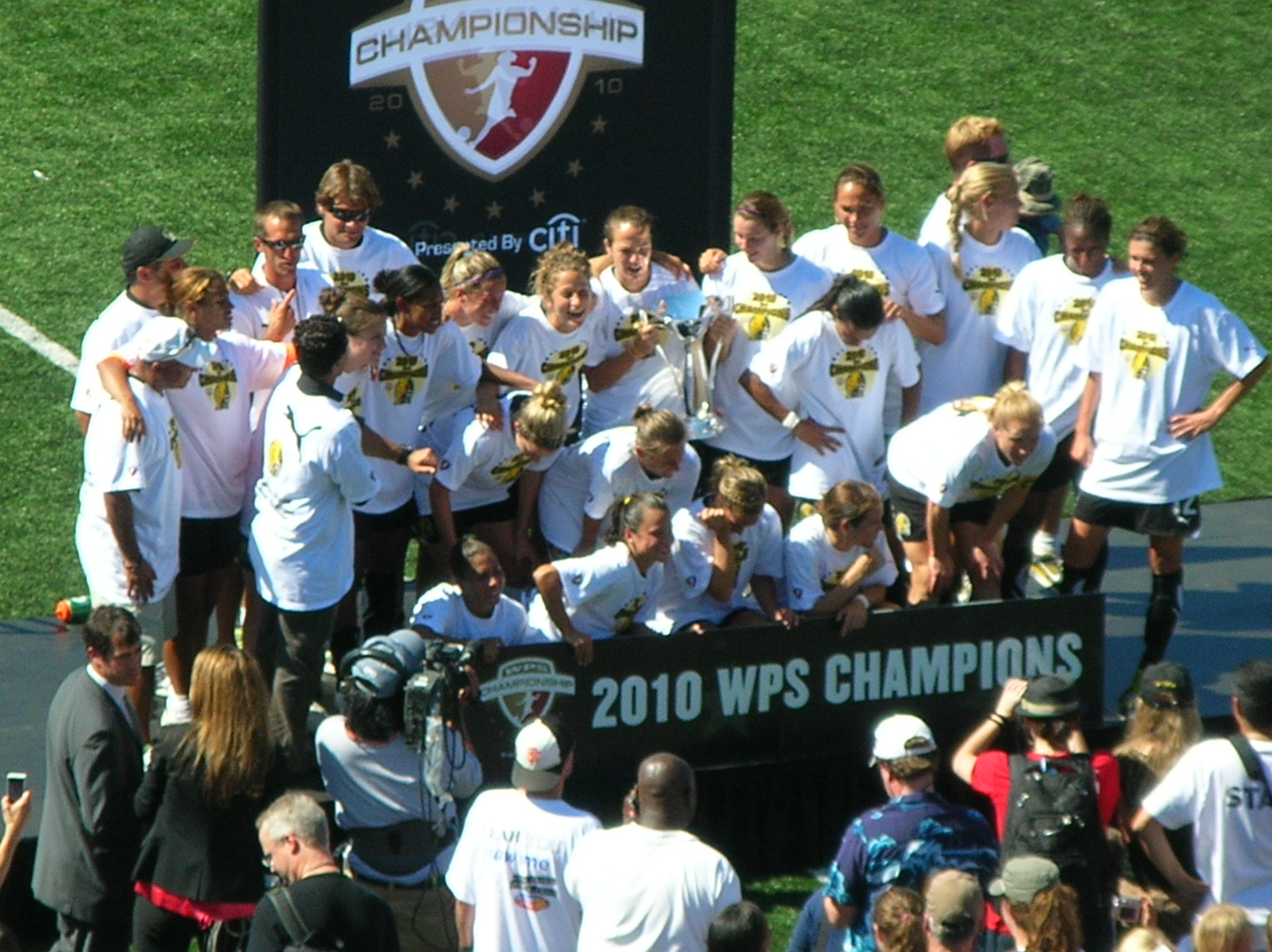
FCゴールドプライドが2010年WPCリーグで優勝した時の様子。シンクレアは右奥

シンクレアは、アメリカ女子プロサッカー(WPS)創設シーズンに向けた2008年WPS国際ドラフトの8巡目でFCゴールドプライドに指名された。彼女はチーム最多となる6ゴールを挙げたが、FCゴールドプライドは2009年度レギュラーシーズンで最下位に終わった。
2010年シーズンに備えて、FCゴールドプライドはブラジル代表のマルタ、フランス代表カミーユ・アビリー、アメリカ代表チームでディフェンダー兼ミッドフィルダーのシャノン・ボックスを補充するなど、選手登録簿を幾つか変更した。2009年WPS王者のスカイブルーFCと対戦した2010年シーズンのホーム開幕試合で、シンクレアは2回得点してチームを3-1の勝利に導いた。彼女は、2位チームのフィラデルフィア・インディペンデンスを相手に2ゴールを決めた後、シーズン14週目で週間WPS優秀選手に選ばれた。チームは同シーズンを支配し、シンクレア、マルタ、ケリー・オハラのゴールでフィラデルフィア・インディペンデンスを4-1で破り、レギュラーシーズンを首位で終えた。
レギュラーシーズン王者として、FCゴールドプライドはチャンピオンシップ・プレーオフゲームへの直接ルートを獲得し、フィラデルフィア・インディペンデンスと対決した。シンクレアはこの試合でゴールを挙げて、4-0でのFCゴールドプライド勝利およびWPSリーグ王者の獲得に貢献した。素晴らしい成績を残したシーズンにもかかわらず、同クラブはリーグの準備資金要件を満たせなかったため、2010年11月16日に運営停止となった。

### ウエスタン・ニューヨーク・フラッシュ(2011)
2010年12月10日、ウエスタン・ニューヨーク・フラッシュは2011年シーズンにカナダ代表ストライカーである彼女との契約に至ったと発表した。シンクレアは10ゴール8アシストでクラブを引っ張り、同チームをレギュラーシーズンの王者に導いた。
2011年8月27日、フラッシュがロチェスター (ニューヨーク州)で優勝した後、シンクレアは2011WPSチャンピオンシップ決勝のMVPに選出された。64分のシンクレアのゴールがフラッシュに1-0でフィラデルフィアを一時リードした。試合がPK戦突入を余儀なくされた時、シンクレアは歩み出てフラッシュ側2番目の選手を務め、最終的には5人全員の試技がゴールを決めた。

### ポートランド・ソーンズFC (2013-)

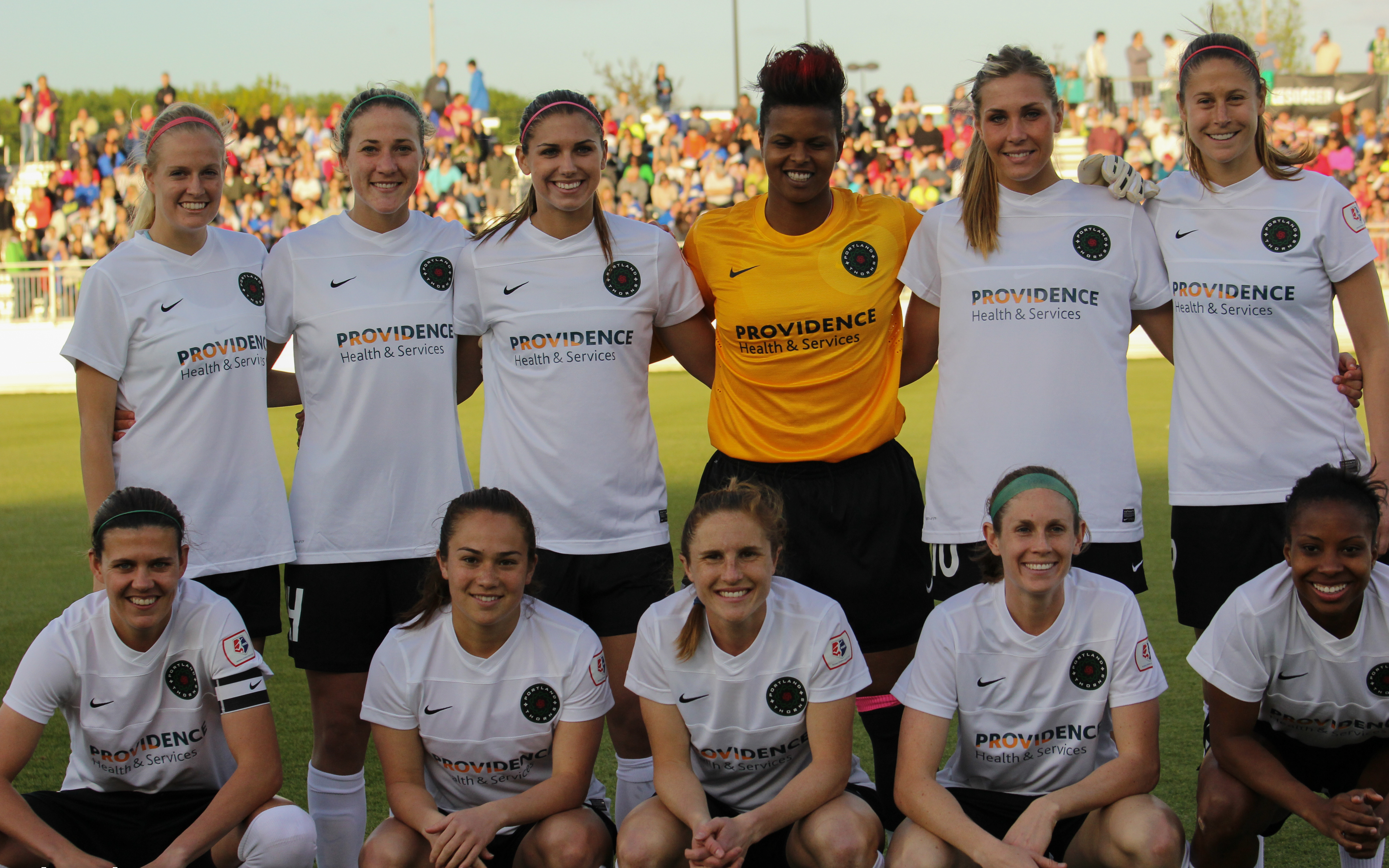
ポートランド・ソーンズの同僚と共に映るシンクレア（左下）。2013年5月

2013年1月11日、ナショナル・ウィメンズ・サッカーリーグ(NWSL)創設シーズンにシンクレアはNWSL選手割り当て制度を通じてポートランド・ソーンズFCでプレーすることが発表された。チームキャプテンとしてプレーし、2013年シーズンには20試合に出場、8ゴールを挙げてアレックス・モーガンと共にチーム内の得点王になった。シンクレアは、2ゴール1アシストを決め、4月のリーグ月間優秀選手に指名された。
レギュラーシーズンを3位で終え、ソーンズFCはプレーオフに進出、2位のチームFCカンザスシティを延長の末3-2で破った。レギュラーシーズン王者で古巣のウエスタン・ニューヨーク・フラッシュを相手にした決勝戦で、シンクレアはフラッシュを2-0で打ち破る最後のゴールを決めた。
2017年シーズン、彼女はレギュラーシーズン中に8ゴールを決めてソーンズを引っ張り、チームは2位で終了。プレーオフでも彼女はゴールを決めて、これはNWSL決勝でチーム2度目の王者になる途中のことだが、彼女はNWSLプレーオフゴール数のタイ記録に並んだ。

## 代表経歴
シンクレアはカナダのU-18代表チームでプレーした後、16歳で2000年のアルガルヴェ・カップに正代表チームでデビューし、3ゴールで同大会の得点王になった。彼女は2002年CONCACAF女子ゴールドカップでカナダの7ゴールを決め、チーム仲間のシャーメイン・フーパーやポートランドで同僚の米国代表ティフェニー・ミルブレットと共に同大会の得点王タイに並んだ。同年、彼女は初開催のFIFAU-19女子世界選手権でカナダ代表になった。同大会で達成した彼女の記録的な10ゴールはカナダの準優勝に貢献し、大会得点王のゴールデンブーツと大会MVPのゴールデンボールの双方を彼女が獲得した。2017年6月現在、彼女は歴代代表ゴール数の記録で世界第2位にランクしている。

### 2003 FIFA女子ワールドカップ
2003 FIFA女子ワールドカップで、シンクレアはカナダ代表として3ゴールを決め、同大会での過去最高順位となる4位で終わった。
ドイツ相手のグループステージ最初の試合で、彼女は4分で試合の最初のゴールを決めた。ドイツは4得点を決めカナダを4-1で破った。アルゼンチンを3-0で破った後、同チームは大会グループステージ最後の試合で日本と対戦。シンクレアやチームメイトのゴールでカナダは3-1（日本側の得点者は澤穂希）で勝利し、グループで2位になり決勝トーナメントに進出した。
カナダは準々決勝で中国と対戦し、7分にシャーメイン・フーパーが決めた唯一のゴールで1-0で勝利した。 以前のワールドカップ大会で全く勝てずにいたカナダの準決勝進出は、チームにとって歴史的な変化だった。
準決勝でカナダはスウェーデンに1-2で敗れ、3位決定戦では米国と対戦して1-3で敗戦し、この大会で4位に終わった。シンクレアは38分にカナダのゴールを決めた。

### 2007 FIFA女子ワールドカップ
2007 FIFA女子ワールドカップでのグループステージ最初の試合でカナダ代表チームはノルウェーと対戦して1-2で敗れた。グループステージ第2試合でガーナを相手にシンクレアはチームの支柱として得点を決め、カナダが4-0で勝つ手助けとなった。オーストラリアを相手にしたグループステージ最終試合で彼女はゴールを決めるも、結果は2-2で引き分けだった。カナダはグループ3位に終わり、決勝トーナメントに行けなかった。
2007年8月30日、シンクレアは日本代表との親善試合で100回目の出場を果たした。2010年11月8日、シンクレアはCONCACAF女子ゴールドカップ決勝戦でメキシコを相手に同試合の決勝ゴールを決めた。

### 2011 FIFA女子ワールドカップ
2011 FIFA女子ワールドカップでシンクレアはドイツ代表と対戦したグループステージ最初の試合で82分にカナダチームの大会唯一のゴールを決めた。グループステージでカナダは対戦したドイツ、フランス、ナイジェリアの3試合全てに敗れ、決勝トーナメントには行けなかった。

### 2012年ロンドンオリンピック
2012年ロンドンオリンピックで、シンクレアは南アフリカ共和国を相手に2ゴール、イギリス相手に1ゴール、米国相手に3ゴールを決めてオリンピックにおける女子サッカーの最多ゴール記録を破り、同競技のゴールデンブーツ（得点王）を獲得した 。彼女は米国代表チームと対戦した準決勝でハットトリックを記録するも、延長戦突入で3-4と敗れた。カナダは審判クリスティーナ・ペデルセンのアメリカ側に有利と思われる（物議を醸した）笛吹きの判断に不満があった。この試合の結果をキックオフ前に決定している、とペデルセンの偏見を非難した試合後のコメントが原因でシンクレアは最終的に3,500ドルの罰金を科され、4試合の出場禁止となった。その後シンクレアは6ゴールで同大会の得点王となり、2012年8月9日に1-0でフランスに勝利してサッカーカナダ女子代表チームを銅メダルに導いた。チームキャプテンとしての素晴らしい行動や準決勝でのパフォーマンスから、彼女は閉会式でカナダの旗手を務めることとなり、エリザベス女王2世ダイヤモンドジュビリー勲章の栄誉も授与された。
2013年12月12日、シンクレアは200回目の出場を果たし、サンパウロでの2013国際女子サッカー大会(en)でスコットランドを2-0で下す147度目の代表ゴールを決めた。

### 2015 FIFA女子ワールドカップ
自国カナダ開催の2015 FIFA女子ワールドカップで、グループステージ最初に中国と対戦したシンクレアは後半ロスタイム2分のペナルティキックでこの試合唯一のゴールを決めて、1-0で勝利した。準々決勝ではイングランドを相手にシンクレアが42分に得点するも、カナダは1-2で敗れた。

### 2019 FIFA女子ワールドカップ
フランス開催の2019 FIFA女子ワールドカップで、シンクレアはオランダを相手に1ゴールを決めた。異なるワールドカップ5大会でゴールを決めたのは、これまでブラジル女子代表のマルタだけが達成していた記録である。ただし、カナダはスウェーデンに0-1で敗れ、ベスト16を決める試合で敗退した。

### 代表引退
2023年10月、代表引退を表明。

## 生涯成績

### 国際試合

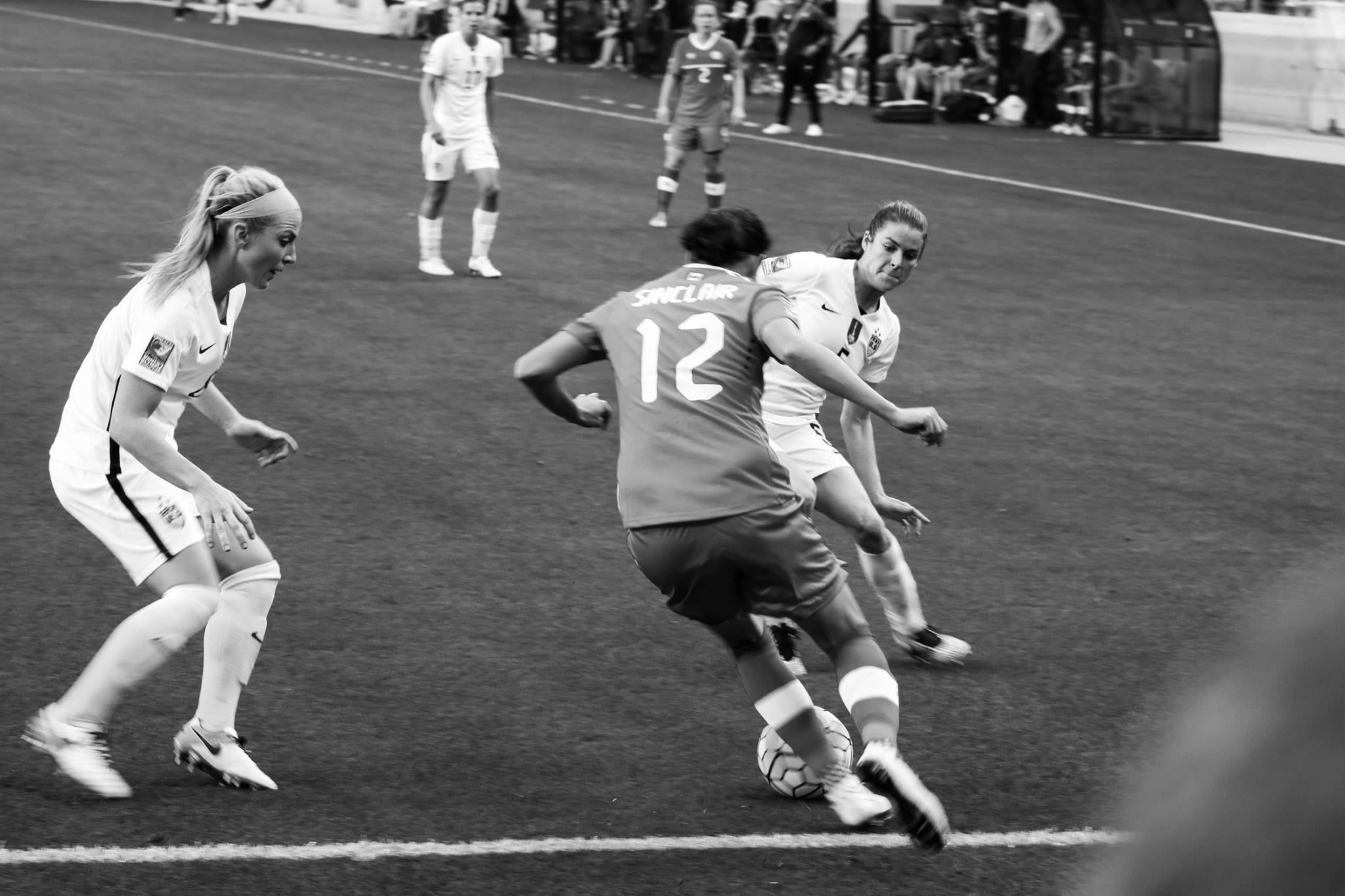
米国代表との試合中、シンクレアがディフェンダー2人を引きつけている場面。2017年1月

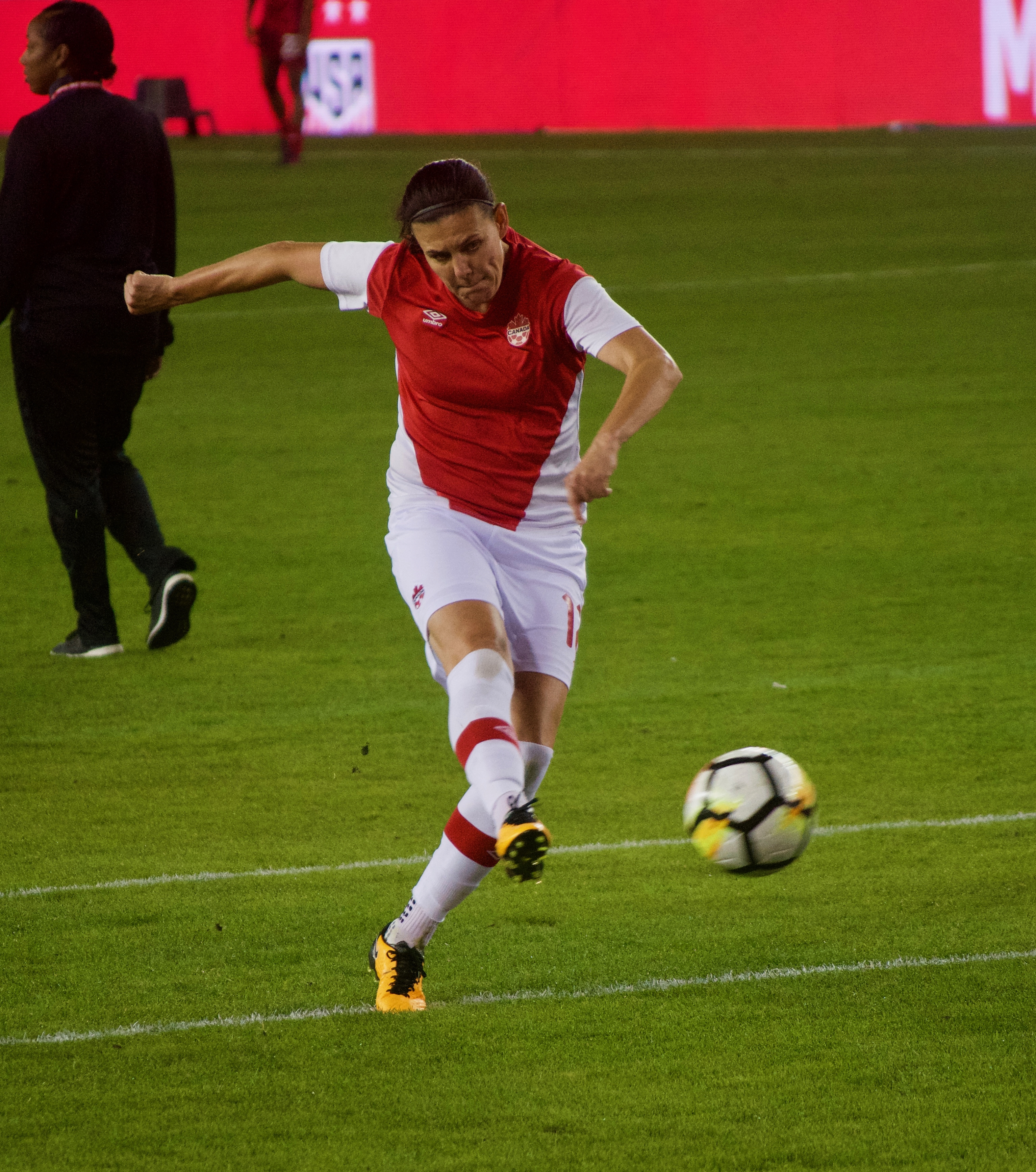
試合前のウォームアップを行うカナダキャプテンのシンクレア。2017年11月

| 年    | 出場 | ゴール |
| ----- | ---- | ------ |
| 2000  | 18   | 15     |
| 2001  | 12   | 6      |
| 2002  | 10   | 11     |
| 2003  | 17   | 11     |
| 2004  | 9    | 6      |
| 2005  | 7    | 4      |
| 2006  | 17   | 13     |
| 2007  | 13   | 16     |
| 2008  | 22   | 13     |
| 2009  | 7    | 4      |
| 2010  | 16   | 13     |
| 2011  | 20   | 8      |
| 2012  | 22   | 23     |
| 2013  | 13   | 4      |
| 2014  | 11   | 1      |
| 2015  | 18   | 10     |
| 2016  | 18   | 7      |
| 2017  | 12   | 4      |
| 2018  | 12   | 8      |
| 2019  | 15   | 6      |
| 2020  | 7    | 3      |
| Total | 296  | 186    |

| 大会名                                  | ゴール |
| --------------------------------------- | ------ |
| FIFA女子ワールドカップ                  | 10     |
| CONCACAF女子ゴールドカップ/同女子選手権 | 24     |
| オリンピック大会[a]                     | 32     |
| 招待トーナメント[b]                     | 80     |
| 国際親善試合                            | 40     |
| Total                                   | 186    |

### クラブ
2021年6月15日 現在
| クラブ                               | リーグ   | シーズン | リーグ | リーグ | カップ戦 | カップ戦 | プレーオフ | プレーオフ | 合計 | 合計 |
| クラブ                               | リーグ   | シーズン | 出場   | 得点   | 出場     | 得点     | 出場       | 得点       | 出場 | 得点 |
| ------------------------------------ | -------- | -------- | ------ | ------ | -------- | -------- | ---------- | ---------- | ---- | ---- |
| FCゴールド・プライド                 | WPS      | 2009     | 17     | 6      | 0        | 0        | 0          | 0          | 17   | 6    |
| FCゴールド・プライド                 | WPS      | 2010     | 23     | 12     | 0        | 0        | 1          | 0          | 24   | 12   |
| FCゴールド・プライド                 | 合計     | 合計     | 40     | 18     | 0        | 0        | 1          | 0          | 41   | 18   |
| ウエスタン・ニューヨーク・フラッシュ | WPS      | 2011     | 15     | 10     | 0        | 0        | 1          | 1          | 16   | 11   |
| ポートランド・ソーンズFC             | NWSL     | 2013     | 20     | 8      | 0        | 0        | 2          | 1          | 22   | 9    |
| ポートランド・ソーンズFC             | NWSL     | 2014     | 23     | 7      | 0        | 0        | 1          | 0          | 24   | 7    |
| ポートランド・ソーンズFC             | NWSL     | 2015     | 9      | 2      | 0        | 0        | 0          | 0          | 9    | 2    |
| ポートランド・ソーンズFC             | NWSL     | 2016     | 11     | 6      | 0        | 0        | 1          | 1          | 12   | 7    |
| ポートランド・ソーンズFC             | NWSL     | 2017     | 24     | 8      | 0        | 0        | 2          | 1          | 26   | 9    |
| ポートランド・ソーンズFC             | NWSL     | 2018     | 24     | 9      | 0        | 0        | 2          | 0          | 26   | 9    |
| ポートランド・ソーンズFC             | NWSL     | 2019     | 17     | 9      | 0        | 0        | 1          | 0          | 18   | 9    |
| ポートランド・ソーンズFC             | NWSL     | 2020     | 4      | 6      | 6        | 0        | 0          | 0          | 10   | 6    |
| ポートランド・ソーンズFC             | NWSL     | 2021     |        |        |          |          |            |            |      |      |
| ポートランド・ソーンズFC             | 合計     | 合計     | 131    | 55     | 6        | 0        | 9          | 3          | 146  | 58   |
| 生涯通算                             | 生涯通算 | 生涯通算 | 186    | 83     | 6        | 0        | 11         | 4          | 203  | 87   |

## 栄誉
シンクレアは3つのチームで4度のプロリーグ・チャンピオンを獲得した。具体的にはFCゴールドプライドで2010WPS王者、ウエスタンニューヨークフラッシュで2011WPS王者、ポートランドソーンズFCで2013と2017のNWSL王者である。彼女はポートランド大学パイロッツで2002年と2005年に全米大学選手権で2回優勝した。彼女は、WPSの週間優秀選手に3回（2010年に1回、2011年に2回）指名された。2011年、彼女はWPSチャンピオンシップ決勝戦のMVPに選ばれた。カナダ代表チームで、彼女は2010年のCONCACAF女子ゴールドカップ、2011年パンアメリカン競技大会で金メダル、2012年オリンピック大会で銅メダル、2016年オリンピック大会で銅メダルを獲得している。彼女は2002年のFIFA U-19女子世界選手権においてカナダチームで銀メダルを獲得した。
シンクレアは2012年夏季オリンピックの得点王だった。2002年、彼女はFIFA U-19女子世界選手権での得点王としてゴールデンブーツを、最優秀選手としてゴールデンボールを授与された。カナダの年間最優秀選手には、2000年、2004年-2014年まで11年連続、2016年、2018年、と合計14回選出され、 2005年、2006年、2007年、2008年、2010年、2012年、2016年とFIFA年間最優秀選手賞には7回候補ノミネートされた。
2012年、シンクレアはルー・マーシュ賞 とボビー・ローゼンフェルド賞を受賞した。同年、彼女はエリザベス女王2世ダイヤモンドジュビリー勲章を受け取り、Sportsnetより年間最優秀アスリートに指名された。2013年、彼女はカナダのウォークオブフェイムに殿堂入りし、サイモンフレーザー大学から名誉学位を受け取った。
2015年、シンクレアはチーム同僚のカデイシャ・ブキャナンとともに、カナダ主催の2015年女子ワールドカップを記念するカナダ郵便切手の肖像となった。2017年6月30日、彼女は民間人が受け取れる2番目に高い賞のカナダ勲章オフィサー位に任命され、2018年1月24日に勲章授与式があった。この栄誉に彼女は「私はカナダ人であることをとても、非常に誇りに思っており、出身地に誇りを抱いていますが、この性質（サッカー競技）で認められるというのは超現実的なことです。自分の身に起こっている事に関して自分は夢にさえ見ませんでした。私が夢見ていたのはワールドカップで優勝することやオリンピックの金メダル獲得で、それが私の仕事なのですが、自分の国に自分を認めてもらったことに対して、私は何と言ったらいいのかも分かりません。」と語った

## プレースタイル
カナダ史上最も偉大なサッカー選手で史上屈指の女性サッカー選手の1人と広く見なされているシンクレアは、足が速く、肉体的にも強く、知的で、オールラウンド型のフォワードであり、彼女のボール捌き、運動能力、テクニック、フィールド視野でも知られている。正確なシュートを決める人物で非常に実績の高いゴールゲッターの彼女は、パスの精度、ゲーム展開の把握能力、他のミッドフィールダーとの連携、チームメイトのチャンス創出などの理由から、ストライカーであると共に中盤での攻撃型ゲーム司令塔としてもプレーすることができる、万能型の運動量豊富な選手である。またシンクレアはフリーキックやペナルティーキックを任されての得点も挙げている。さらに、彼女はメディアから「ビッグゲーム」プレーヤーとの異名を付けられた、これは2012年オリンピック大会準決勝でアメリカを相手にハットトリックを決めたように、母国の重要な試合でゴールを決める傾向があるためである。サッカーの才能に加えて、彼女は自身の経歴におけるリーダーシップや守備的な仕事ぶりでも際立っている。

## メディア露出

### テレビや映画
2012年、シンクレアは『The Captain』という題名のデジタル短編ドキュメンタリーの中心人物だった。同年、彼女は『The Difference Makers with Rick Hansen』のエピソードで特集された。2015年5月、彼女はTSNのドキュメンタリー『RISE』で、残りのカナダ代表チームと共に主役を務めた。2015年の夏、彼女はコカ・コーラの全国テレビCMに出演した。

### 雑誌
シンクレアは『The Walrus』2013年6月号の表紙に掲載された。彼女は2015年6月8日版『Sportsnet Magazine』に取り上げられた。彼女は『Ottawa Life Magazine』2015年5・6月号、『FACES Magazine』2015年12月号、『Canadian Business』2016年8月号の表紙に掲載された。

### その他
シンクレアはEAスポーツ制作のビデオゲーム『FIFA 16』のカナダ版に登場した。ポートランド・ソーンズFCチームメイトのアレックス・モーガンやステフ・キャトリーと共に、シンクレアはEAスポーツ制作のゲームの表紙に登場した最初の女性となった。2017年7月、シンクレアは多発性硬化症の全国的な啓発キャンペーンでA&W社および多発性硬化症カナダ協会と提携した。